# Uman
Uman (tiếng Ukraina: Умань) là một thành phố của Ukraina. Thành phố này thuộc tỉnh Cherkasy. Thành phố này có diện tích 41 km2, dân số theo điều tra dân số năm 2022 là 81525 người.